# 米羅柳比夫卡 (布利茲紐基市鎮)
48°50′22″N 36°30′58″E / 48.83944°N 36.51611°E
米羅柳比夫卡（羅馬化：Myroliubivka）是位於烏克蘭東部的村莊，由哈爾科夫州洛佐瓦區的布利茲紐基市鎮負責管轄。該村處於維亞齊沃克河畔，距離新尚德里夫卡1.5公里，面積1.08平方公里，海拔高度173米，2001年人口816。